# تبادل زندانی روسیه (۲۰۲۴)

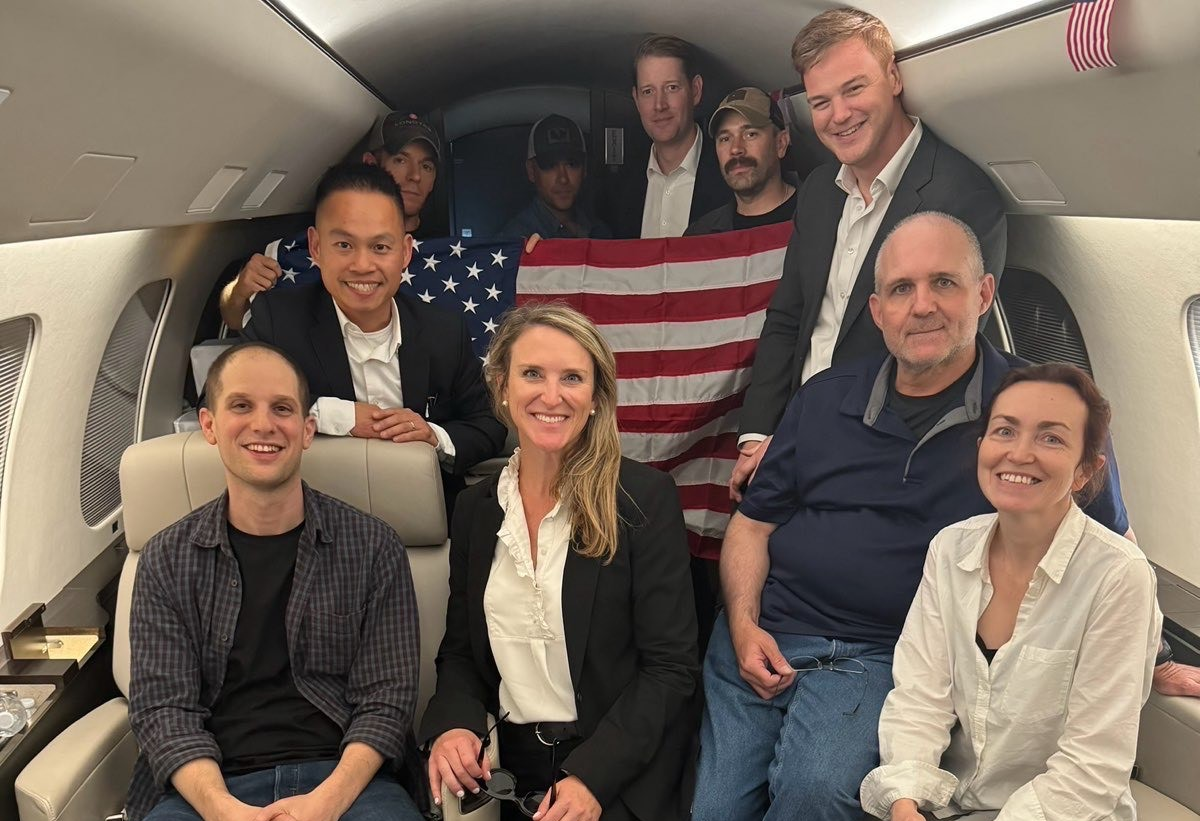
این سه شهروند آمریکایی همراه با مقامات دولتی و کارکنان در پرواز بازگشت به ایالات متحده آزاد شدند.

در ۱ اوت ۲۰۲۴، بزرگ‌ترین مبادله زندانیان مربوط به ایالات متحده از زمان پایان جنگ سرد رخ داد که شامل آزادی بیست و شش نفر بود. پس از حداقل شش ماه مذاکرات مخفی چندجانبه، روسیه و بلاروس ۱۶ زندانی را آزاد کردند در حالی که ایالات متحده، آلمان، لهستان، اسلوونی و نروژ مجموعاً هشت زندانی و دو خردسال را آزاد نمودند. در میان کسانی که آزاد شدند، ایوان گرشکویچ، خبرنگار وال استریت ژورنال، و پل ویلان، تفنگدار سابق نیروی دریایی ایالات متحده بودند که هر کدام شانزده سال به اتهام جاسوسی محکوم شده بودند.
تبادل زندانیان در فرودگاه اسنبوگا آنکارا در ترکیه انجام شد. طبق مفاد این قرارداد، هشت تبعه روسیه و دو کودک خردسال به روسیه منتقل شدند، در حالی که سیزده زندانی روسی به آلمان و سه زندانی به ایالات متحده آزاد شدند.
با اعلام آزادی شهروندان آمریکایی از روسیه، جو بایدن رئیس‌جمهوری ایالات متحده آمریکا نیز در آستانه بازگشت این افراد، با تعدادی از اعضای خانواده‌های آنها در کاخ سفید دیدار کرد و توافق برای تبادل این زندانیان را «شاهکار دیپلماسی» نامید. او در عین حال در سخنرانی‌ای در این رابطه در کاخ سفید با قدردانی از صدراعظم آلمان برای مساعدت به تبادل زندانیان گفت: «با توجه به خواسته‌های روسیه، آلمان باید «امتیازات قابل توجهی» به آنها می‌داد. در آغاز، آلمان قادر به تحقق این خواسته‌ها نبود اما در پایان، با مذاکراتی که انجام شد، این کشور سهم خود را ایفا کرد.»